# Río Condebamba
Der Río Condebamba ist der ca. 90 km lange rechte Quellfluss des Río Crisnejas in West-Peru. Der Río Condebamba durchfließt die Provinzen Santiago de Chuco, Sánchez Carrión und Cajabamba in den Regionen La Libertad und Cajamarca in überwiegend nördlicher Richtung.

## Flusslauf
Der Río Condebamba trägt im Oberlauf abschnittsweise die Bezeichnungen Río Cuchicorral, Río El Suro, Río Yamobamba und Río Sanagorán. Der Fluss entspringt im Nordosten des Distrikts Cachicadán an der Westflanke des Cerro de Oro, einer Erhebung der peruanische Westkordillere, auf einer Höhe von etwa 4660 m. Er fließt anfangs 7 km nach Südwesten und wendet sich im Anschluss nach Norden. Bei Flusskilometer 80 passiert er eine Tagebau-Mine, die von Minera San Simón S.A. betrieben wird. Bei Flusskilometer 75 befindet sich die Stelle "Tres Ríos" („Drei Flüsse“). Dort trifft der Río Coñachugo von links und die Quebrada Huaylillas von rechts auf den Fluss. Die Quebrada Huaylillas entwässert den abflussregulierten etwa 3840 m hoch gelegenen See Laguna Huangacocha . Bei Flusskilometer 68 befindet sich die Tagebau-Mine Mina La Arena am linken Flussufer. Zwischen den Flusskilometern 56 und 50 durchschneidet der Fluss einen Gebirgskamm in einem Linksbogen. Die Provinzhauptstadt Huamachuco befindet sich wenige Kilometer östlich des Flusslaufs. Bei der Gemeinde Sanagorán trifft der Río Huayro von Westen kommend auf den Fluss. Dieser wendet sich nun nach Nordosten und durchschneidet auf den folgenden 10 Kilometern erneut einen Gebirgskamm. Bei Flusskilometer 35 trifft der Río Grande (auch Río Grande Huamachuco) von rechts auf den Fluss. Der Unterlauf des Río Condebamba verläuft durch eine Beckenlandschaft nach Norden. Er bildet in einem breiten Flussbett einen verflochtenen Fluss. Er nimmt auf diesem Abschnitt die Flüsse Río Comaday, Río Negro und Río Lanla von rechts sowie Río Urupayo und Río Chimín von links auf. Auf einer Höhe von etwa 2000 m vereinigt sich der Río Condebamba 2 km südwestlich der Gemeinde La Grama mit dem aus Nordwesten heranströmenden Río Cajamarca zum Río Crisnejas.

## Einzugsgebiet und Hydrologie
Der Río Condebamba entwässert ein etwa 1936 km² großes Gebiet im östlichen Teil der peruanischen Westkordillere. Im Osten grenzt das Einzugsgebiet des Río Condebamba an das des Río Chusgón, im Süden an das des Río Tablachaca sowie im Westen an das des Río Chicama. In der Region fällt in den Monaten Oktober bis April ein Großteil des Jahresniederschlags. Die regenreichsten Monate sind Februar und März.

## Ökologie
Im oberen Einzugsgebiet befinden sich mehrere große Tagebau-Minen. Aus diesen gelangen gewöhnlich mit Schwermetallen belastete Schlämme ins Flusssystem des Río Condebamba und beeinträchtigen damit die Wasserqualität.